# John G. Hardy
John G. Hardy fue un escultor estadounidense.

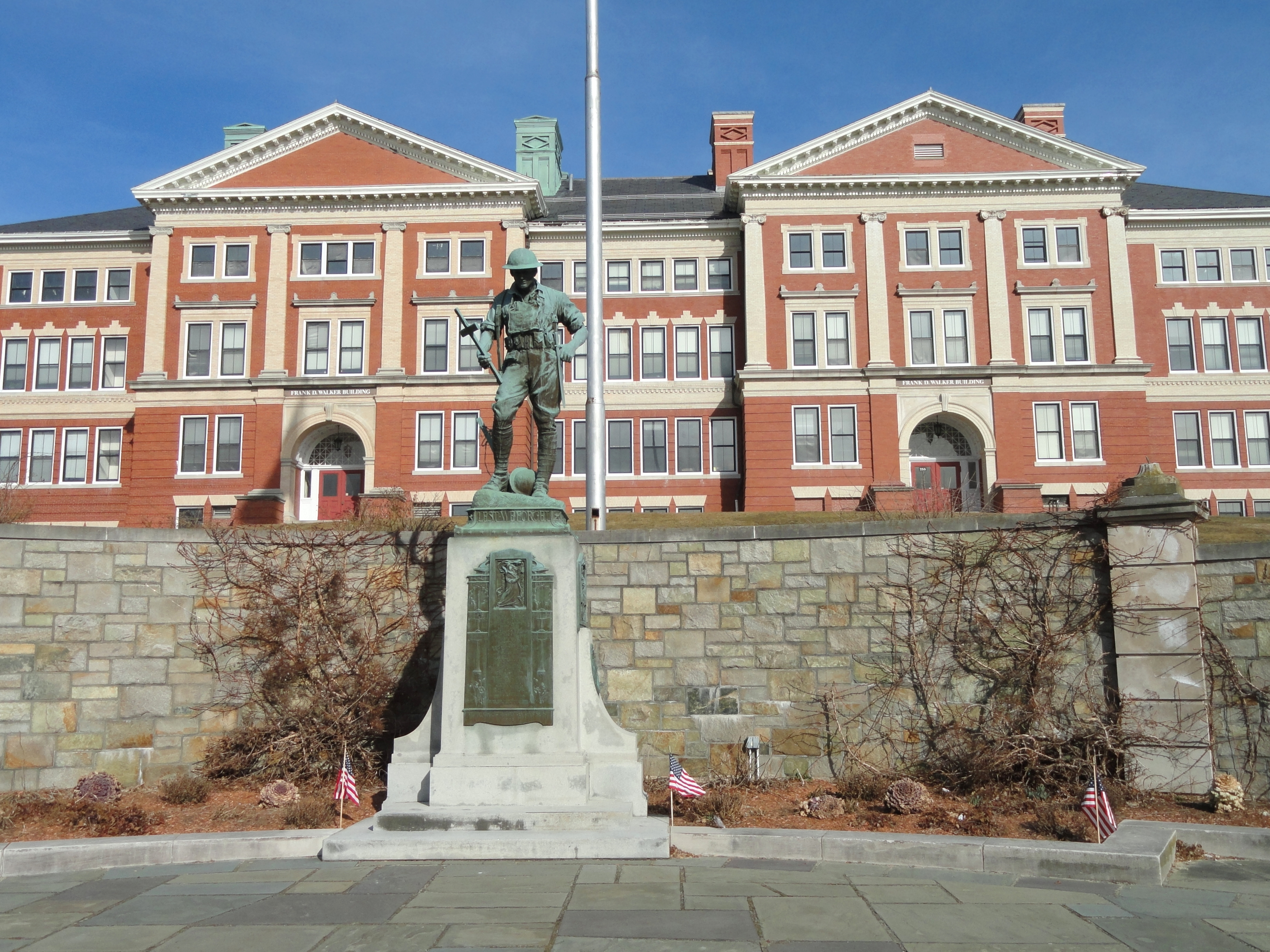
Vista general del Memorial a los muertos de la Primera Guerra Mundial.
Lest We Forget. 1923.
Marlborough, Massachusetts.

Es autor del monumento a los muertos de la Primera Guerra Mundial titulado Lest We Forget, instalado el año 1923 en el 255 de Main Street, Marlborough, Massachusetts.

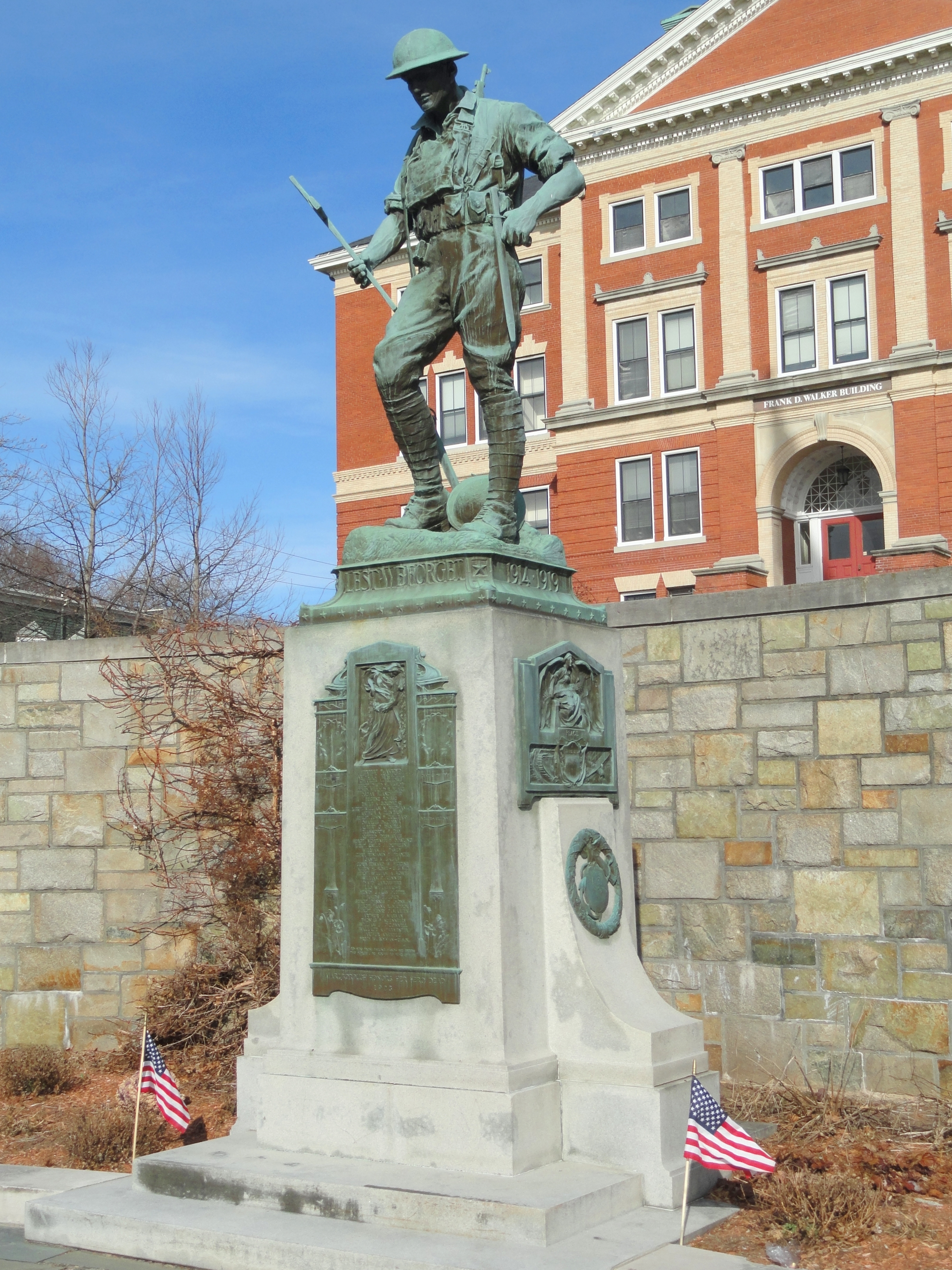
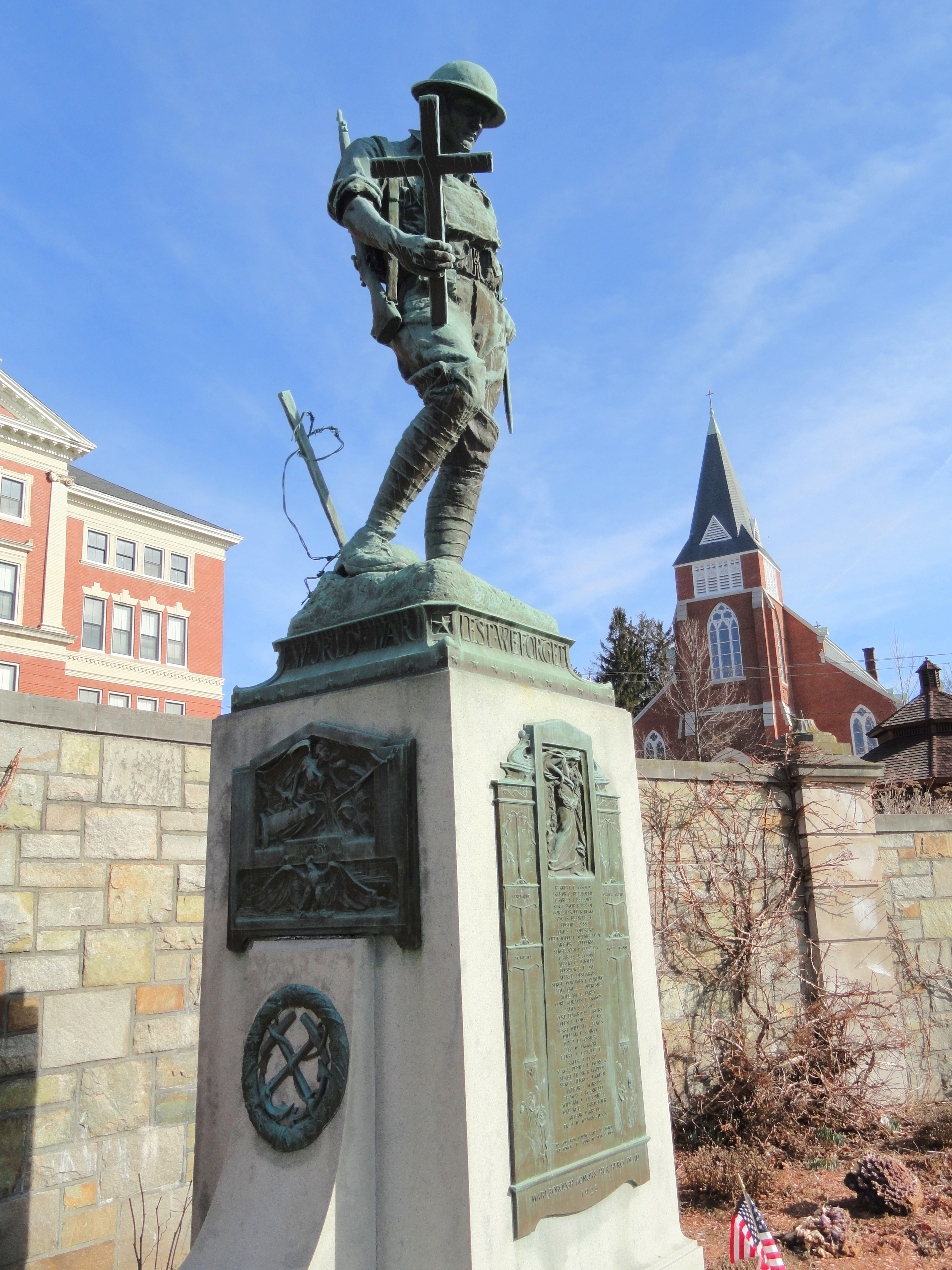
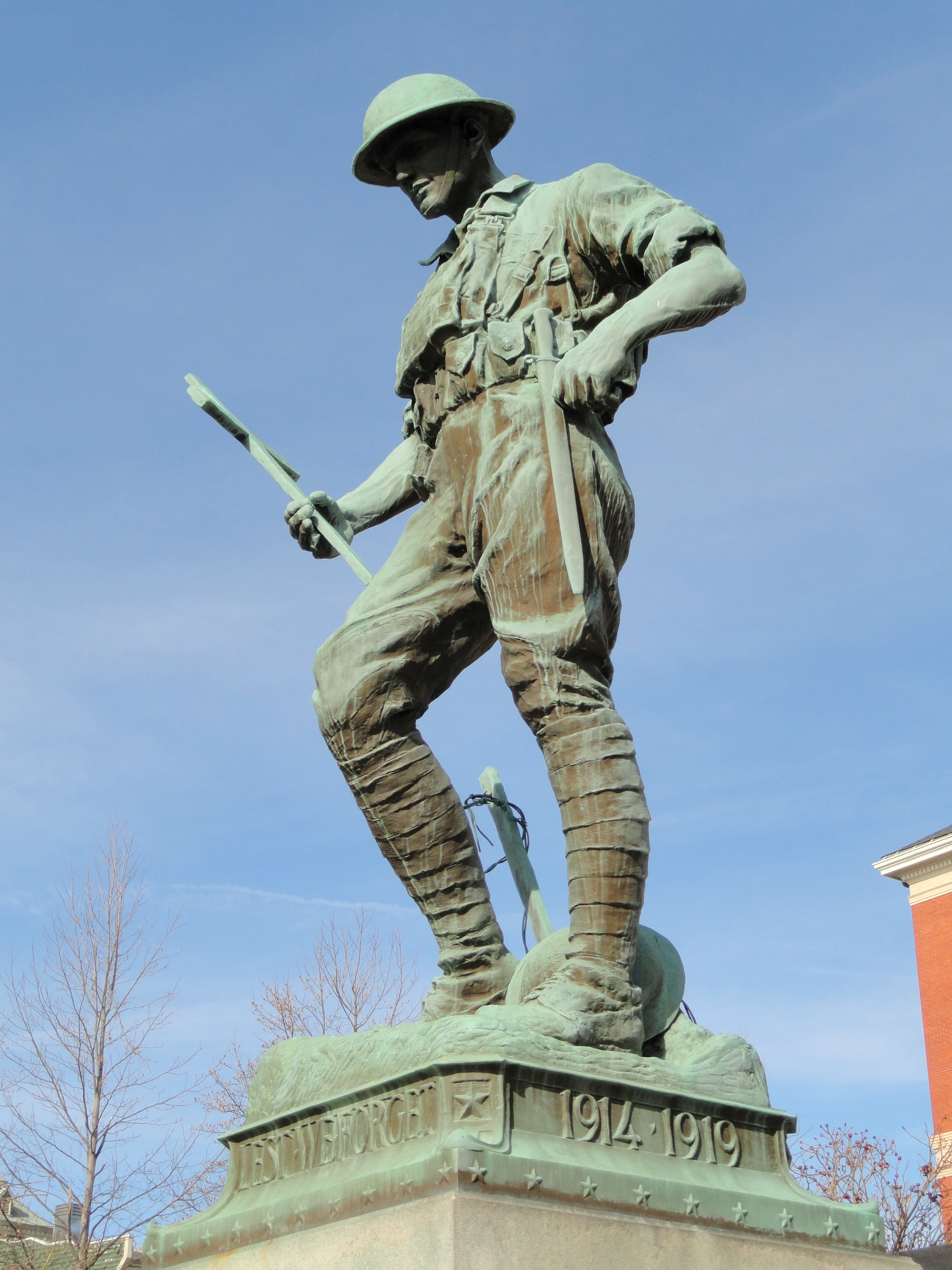
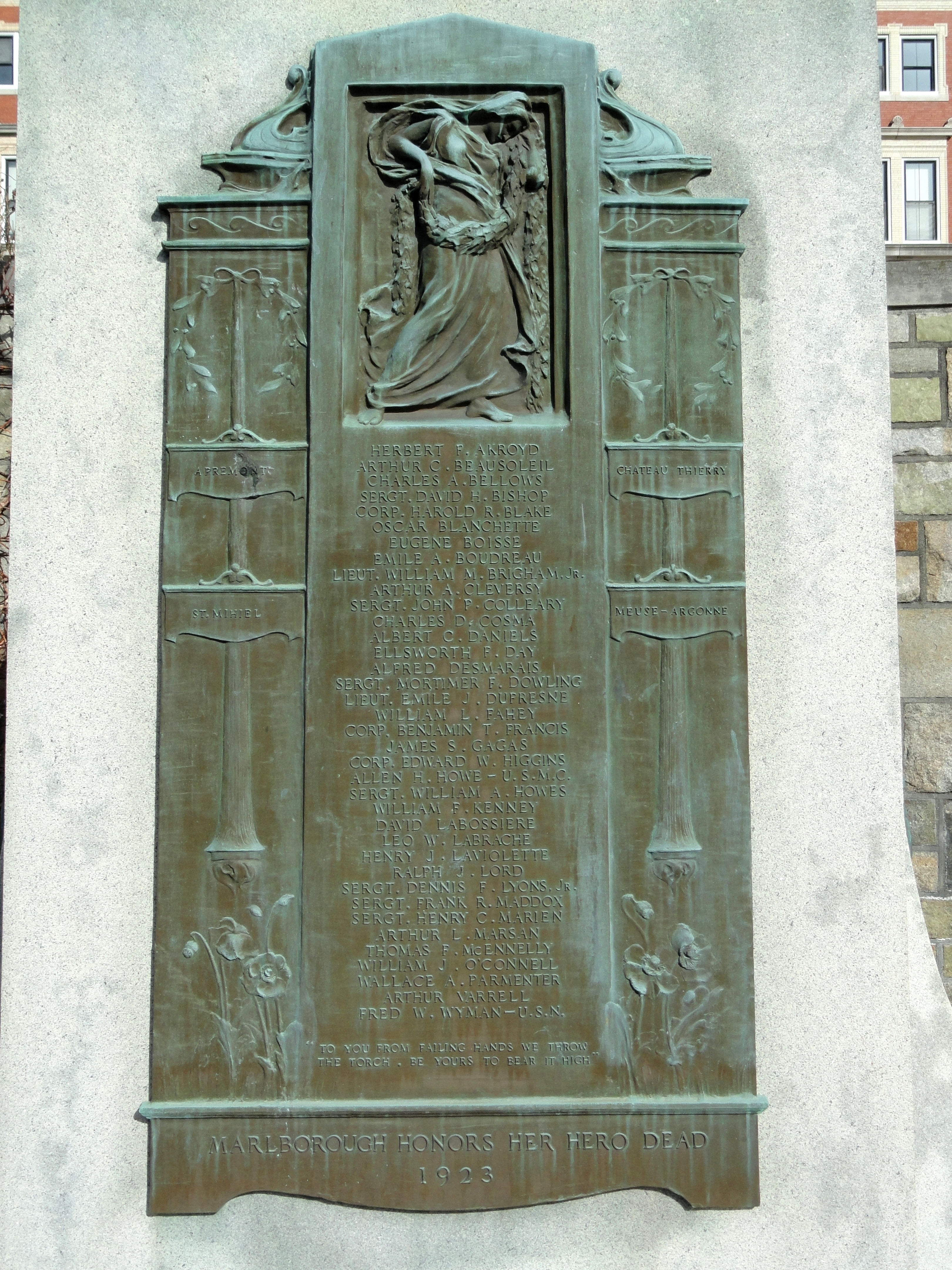
Epitafio de los caídos
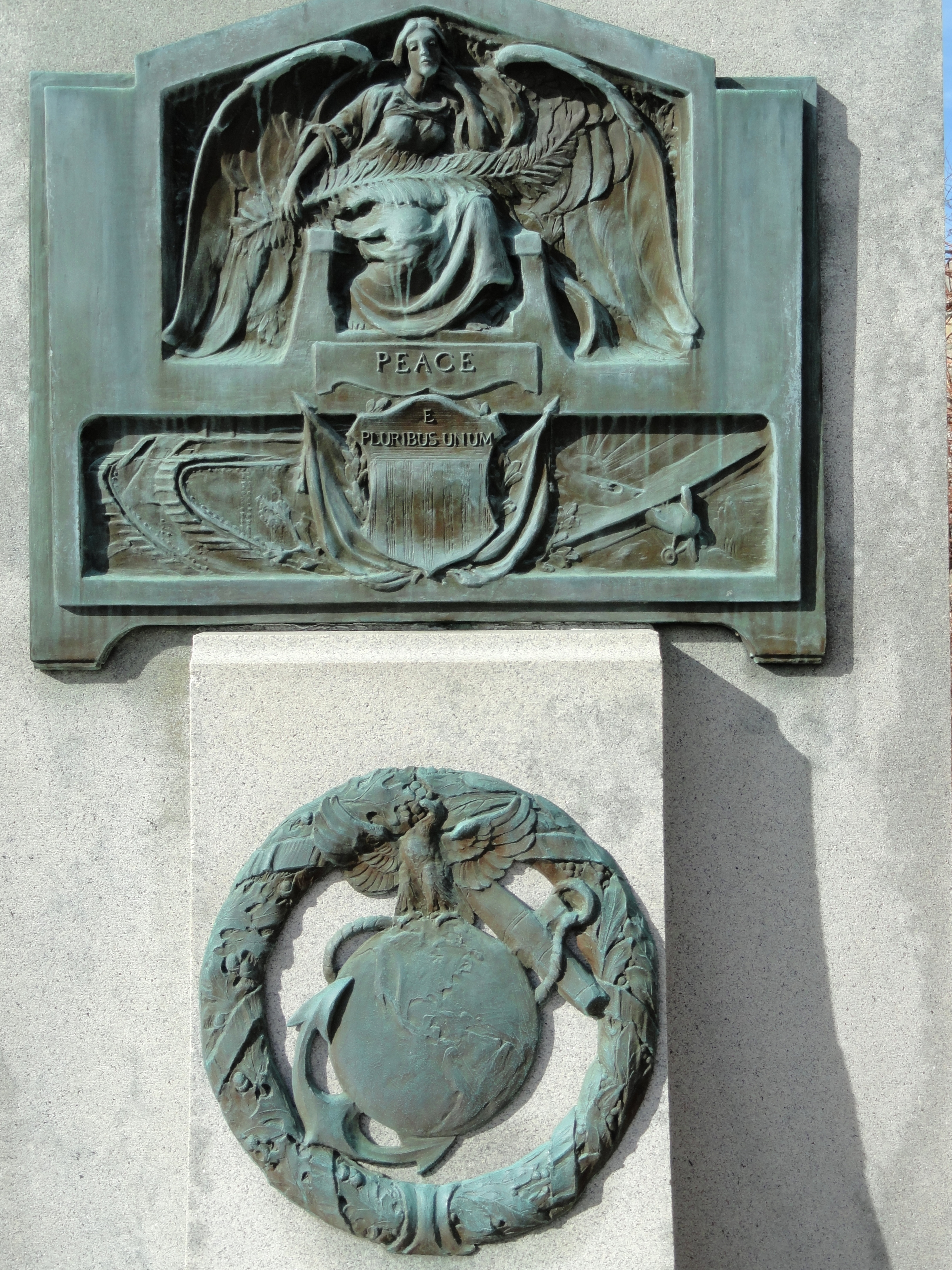
Relieve alegórico de la Paz
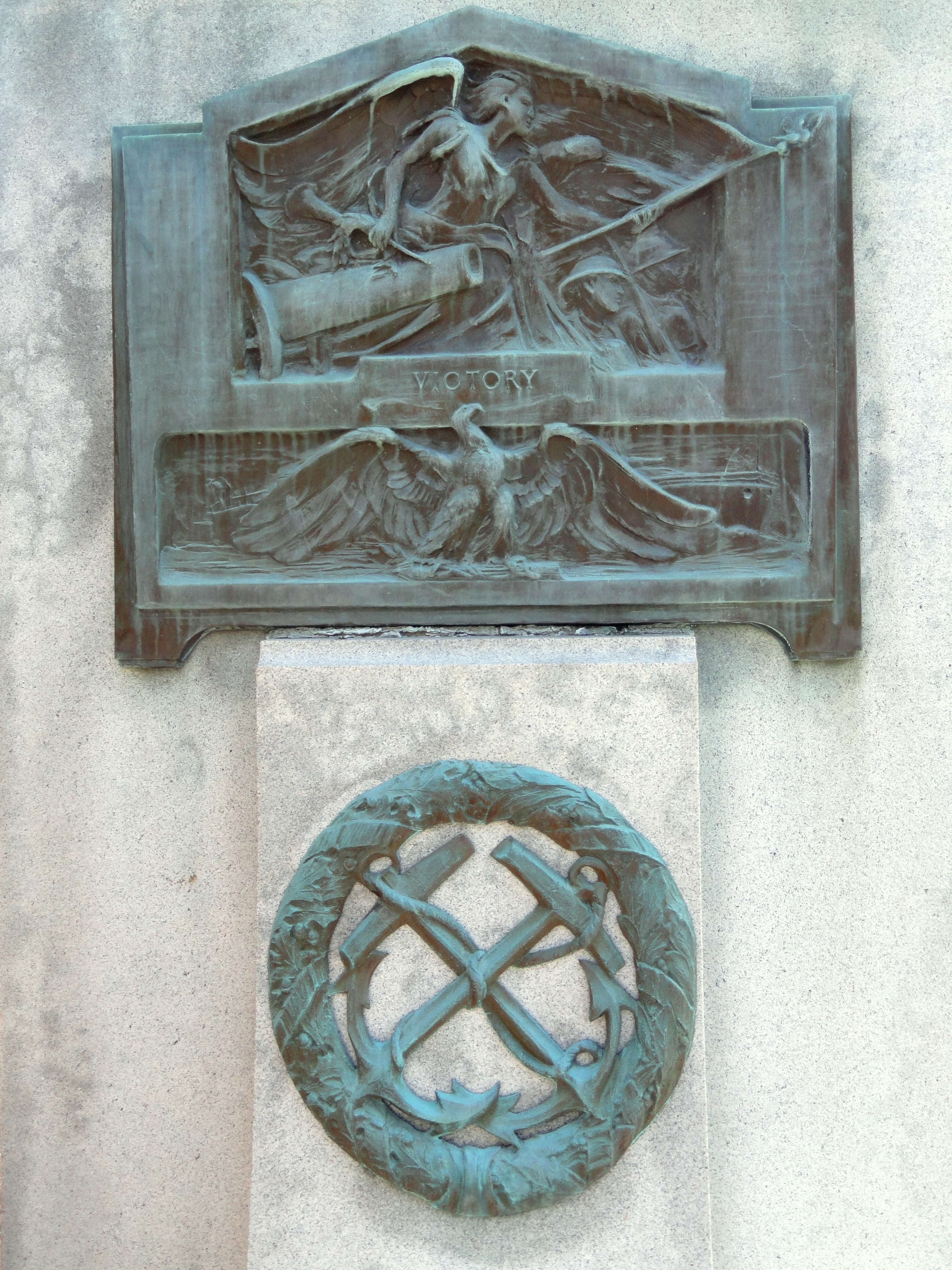
Relieve alegórico de la Victoria